# Armand de Mormès de Saint-Hilaire
Pour les articles homonymes, voir Saint-Hilaire.
Armand de Mormès de Saint-Hilaire est un militaire et mémorialiste français, né le 19 juillet 1651 et mort le 24 novembre 1740. Lieutenant général des armées du roi de France, spécialiste de l'artillerie comme son père, il participe à de nombreuses batailles des guerres de Louis XIV puis est membre du Conseil de la Guerre. À la fin de sa vie, il est gouverneur de Belle-Île-en-Mer. Protestant, il abjure après la révocation de l'édit de Nantes. Il rédige des Mémoires sur les guerres de l'époque de Louis XIV. 

## Famille
Issu d'une famille protestante, Armand de Mormès de Saint-Hilaire est le fils de Pierre de Mormès, seigneur de Saint-Hilaire et de Judith Frichet. 
Pierre de Mormès, né en 1614, seigneur de Saint-Hilaire, père d'Armand, fait carrière dans l'artillerie. En 1659, il est nommé lieutenant du grand maître de l'artillerie de Guyenne, Limousin et Périgord. Il est anobli en 1651 et confirmé dans sa noblesse en 1666. Le 27 juillet 1675, lors de la bataille de Salzbach, il a le bras emporté par le boulet de canon qui tue Turenne. Guéri de sa blessure, il meurt le 21 janvier 1680. Sa femme, Judith Frichet, lui survit jusqu'en 1703 et, contrairement à son fils, n'abjure pas le protestantisme, malgré la révocation de l'édit de Nantes. On leur connaît cinq enfants  :
- Madeleine (1650-1658)[4] ;
- Armand de Mormès de Saint-Hilaire, fils aîné, sujet de cet article ;
- Judith, née en 1652, épouse en 1681 Daniel de La Verpière, seigneur de Liembrune[4] ;
- Pierre, né en 1657[4], commissaire d'artillerie, tué en 1678 au siège du château de Lichtenberg [2];
- Madeleine, née en 1660, morte en 1740, épouse en 1681 Charles Léonor de Clermont, marquis de Gallerande, mort en 1715[2].

Par contrat du 22 août 1681, Armand de Mormès de Saint-Hilaire épouse Madeleine de Jaucourt, née en 1656 et morte le 14 mai 1717. Elle est fille de Pierre II de Jaucourt, marquis d'Espeuilles et de Madeleine du Faur. Dans les années qui suivent (1683 et 1685), Armand de Mormès, le frère de sa femme, Pierre-Antoine de Jaucourt, et ses autres beaux-frères se partagent l'héritage des Jaucourt. Madeleine de Jaucourt meurt sans enfants.

## Biographie

### Une carrière dans l'artillerie
En 1665, Armand de Mormès obtient, alors qu'il est très jeune, la survivance de la charge de lieutenant général de l'artillerie de Flandre, détenue par son père. Il participe ainsi aux sièges de la guerre de Hollande, comme celui de Maastricht en 1673, où d'Artagnan trouve la mort. En 1675, il combat à la bataille de Turckheim et se trouve aux côtés de son père à la bataille de Salzbach quand ce dernier a le bras emporté par le boulet de canon qui cause la mort de Turenne. Après la paix de Nimègue, il fait évacuer l'artillerie française qui restait à Maastricht.
Pendant la guerre des Réunions, il participe au siège de Luxembourg en 1684. Après la révocation de l'édit de Nantes le 18 octobre 1685, il abjure le protestantisme en janvier 1686, ainsi que sa femme. Cette abjuration est annoncée dans le Mercure de France. Il sert pendant la guerre de la Ligue d'Ausgbourg, aux sièges de Phillipsburg et de Frankenthal en 1688 et à la bataille de Steinkerque (1692). Nommé brigadier en 1693, il commande l'artillerie de l'armée de la Meuse en 1695 et 1696.
Pendant la guerre de Succession d'Espagne, il est nommé maréchal de camp en 1702 puis lieutenant général des armées du roi en 1704. C'est donc lui qui dirige l'artillerie en campagne en l'absence du grand-maître de l'artillerie, qui n'est présent à l'armée que si le roi la commande. Saint-Hilaire commande ainsi l'artillerie à l'armée de Flandre, comme à la bataille d'Audenarde en 1708, où il est le témoin des tensions entre le duc de Vendôme et le duc de Bourgogne. L'artillerie joue alors un rôle essentiel pendant les sièges des villes, mais également dans les batailles, où il faut trouver le bon équilibre entre puissance de feu et mobilité.  

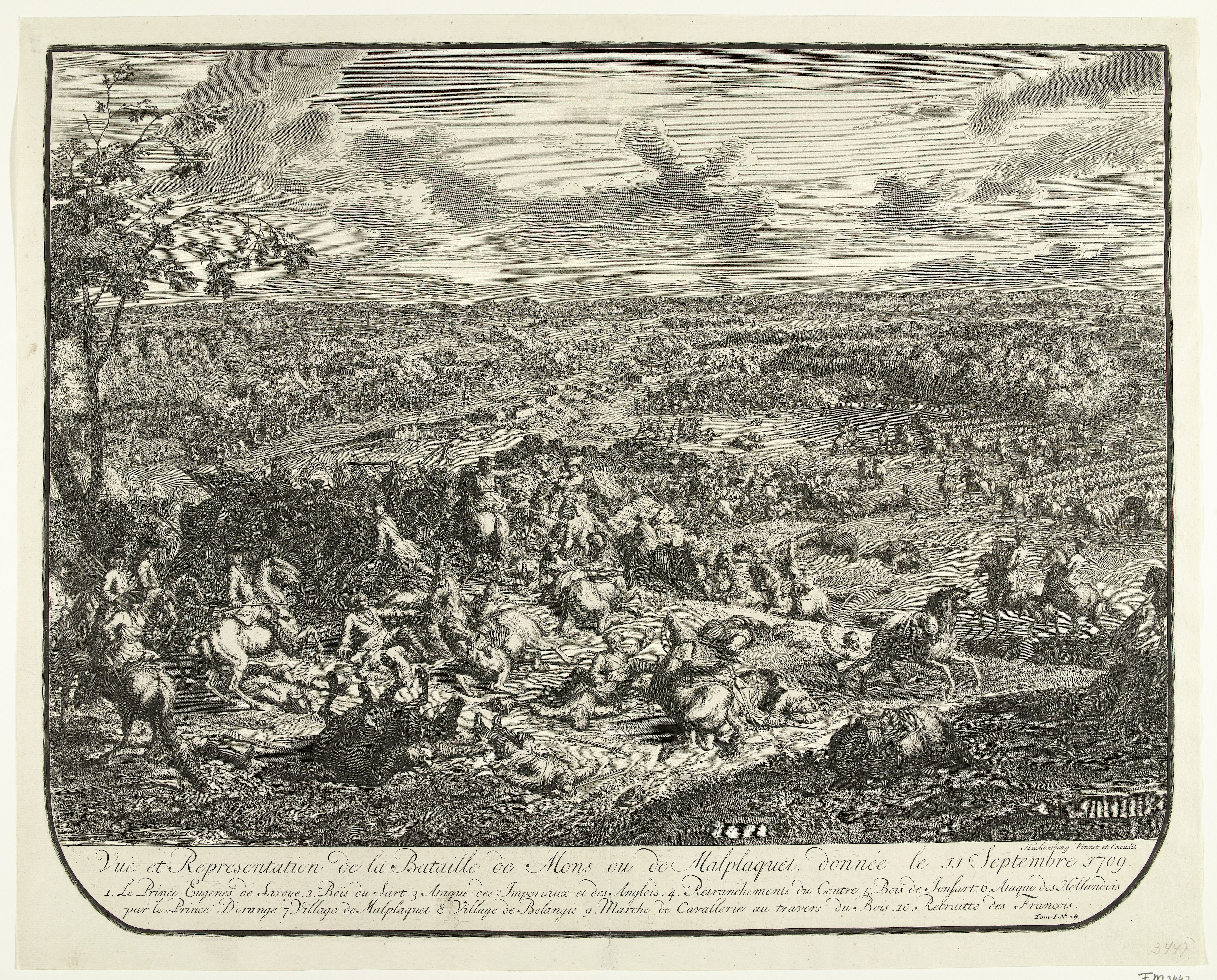
Bataille de Malplaquet (1709)

À la bataille de Malplaquet en 1709, Saint-Hilaire dispose de deux batteries de vingt canons et de petites batteries de quatre et six pièces, équipement inférieur à celui des ennemis. Après une longue canonnade, l'avancée de ces derniers est trop rapide pour permettre à Saint-Hilaire de déplacer ses pièces, mais la retraite des Français s'effectue en bon ordre et il réussit à récupérer 64 canons sur les 80 engagés. Ses mérites sont reconnus par le maréchal de Boufflers, qui, au soir de la bataille, écrit au roi : 

« M. de Saint-Hilaire a fait parfaitement servir l'artillerie et on ne peut se comporter avec plus d'activité et de valeur qu'il a fait dans toute cette action. »

Commandant une des deux armes considérées comme savantes (l'autre est le génie), Saint-Hilaire est un officier zélé, qui prend des initiatives et propose des idées. Cette campagne est sa dernière en service actif. Saint-Hilaire est décoré de l'ordre de Saint-Louis, d'abord commandeur (1707) puis grand-croix (1720).

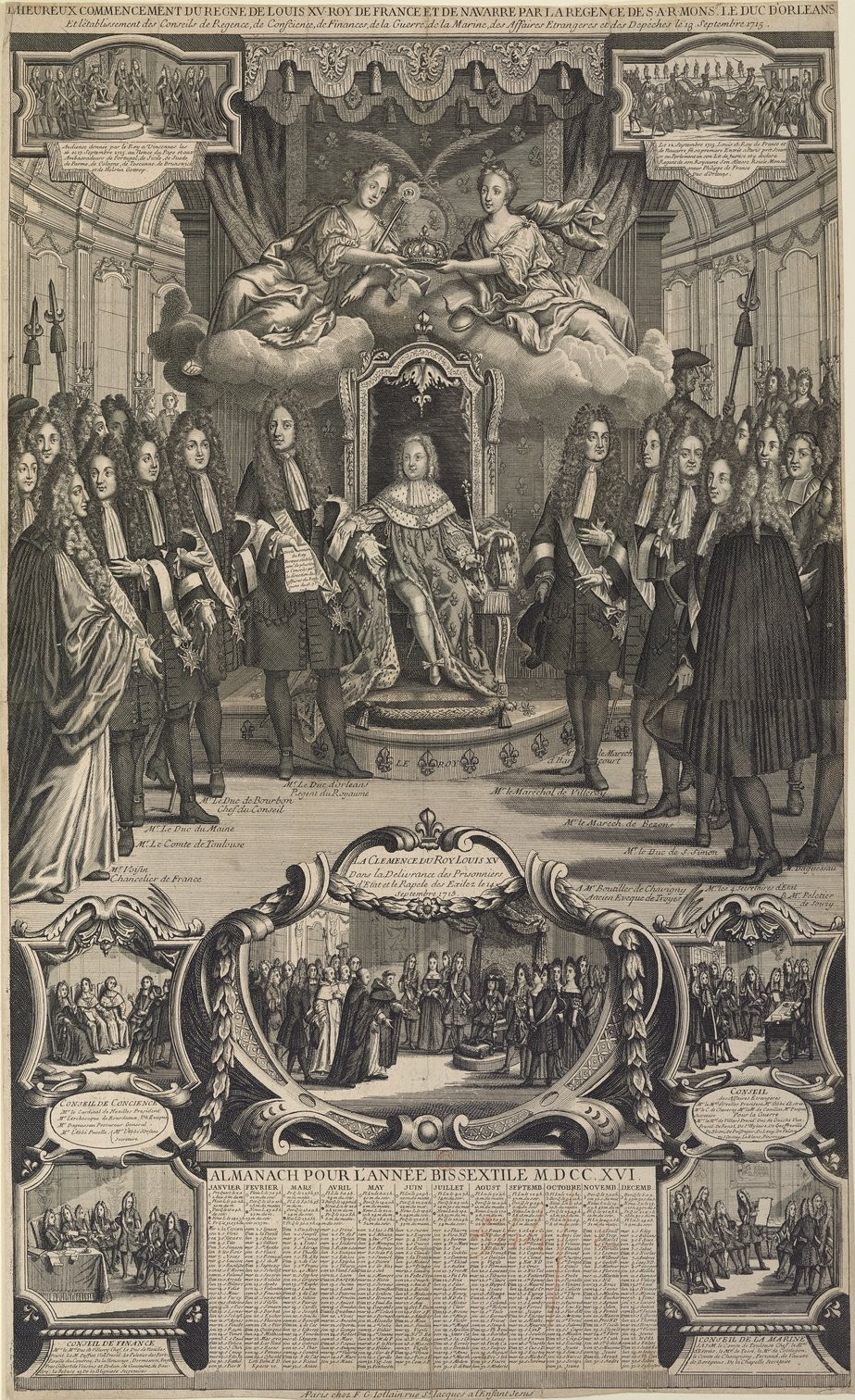
L'heureux commencement du règne de Louis XV, Roy de France et de Navarre par la régence de S. A. R. Monseigneur le duc d'Orléans et l'établissement des Conseils

### Au Conseil de la guerre
Dans le cadre de la polysynodie mise en place en septembre 1715, et en échange de son soutien, le Régent nomme Saint-Hilaire au Conseil de la guerre. En effet, Saint-Hilaire n'estime pas le duc du Maine, adversaire politique du Régent. Selon Saint-Simon, Saint-Hilaire est alors :

« le premier et le plus accrédité du corps de l'artillerie, et qui le menoit ; fort homme d'honneur et peu content en secret du joug du duc du Maine. »

Saint-Simon fait ici allusion au fait que le duc du Maine est grand maître de l'artillerie et Saint-Hilaire, en tant que lieutenant général de l'artillerie, est son subordonné. Dès 1704, Vauban, dans son Traité de l'attaque des places, considère qu'il faut réformer ce système, où le plus haut responsable de l'artillerie est un grand seigneur incompétent. Son avis s'appuie déjà sur l'expertise de Saint-Hilaire.
Au Conseil de la guerre, Saint-Hilaire est naturellement chargé de l'artillerie, mais il perd une partie de ses attributions dès janvier 1716, lorsque le duc du Maine y entre. Saint-Hilaire y signe, avec le maréchal de Villars, les ordres concernant le logement des gens de guerre. Avec la suppression de la polysynodie en septembre 1718 et l'accession de Claude Le Blanc au Secrétariat d'État de la Guerre, Saint-Hilaire est dépossédé de la gestion de l'artillerie.

### Gouverneur de Belle-Île
En 1726, en se démettant de sa lieutenance générale de l'artillerie, il reçoit le gouvernement de Belle-Île-en-Mer, qu'il conserve jusqu'à sa mort le 24 novembre 1740.

### Mémorialiste
C'est entre la paix de Ryswick (1697) et la reprise de la guerre en 1702 que Saint-Hilaire commence à rédiger ses Mémoires. Il les reprend après le traité d'Utrecht (1713). Ses Mémoires couvrent la période 1661-1715 et sont principalement le récit des opérations militaires du règne de Louis XIV, classées chronologiquement. Ils ont été achevés en 1722. Léon Lecestre les a édités en 1903-1916. En l'absence de titre précis, on les appelle les Mémoires de Saint-Hilaire. Ils sont abondamment utilisés par les historiens de la période.

## Héraldique
| Blason | Blasonnement : Coupé : au I, d'azur, à un phénix d'argent mouvant à senestre du trait de partition, fixant un soleil d'or naissant ; au II, de sable, à deux épées d'argent, garnies d'or, passées en sautoir, cantonnées en chef d'une couronne ducale du même |

#### Sources datant de l'Ancien Régime
- Pinard, Chronologie historique-militaire, contenant l'histoire de la création de toutes les charges, dignités et grades militaires supérieurs, de toutes les personnes qui les ont possédés... des troupes de la maison du Roi, t. IV : Contenant les lieutenants généraux des armées du Roi depuis la création de cette charge en 1621 jusqu'au règne de Louis XV en 1715, Paris, Claude Hérissant, 1761 (lire en ligne), p. 564-565.
- Armand de Saint Hilaire, Mémoires de Saint-Hilaire. / publiés, pour la Société de l'histoire de France, par Léon Lecestre..., 1903-1916 (lire en ligne).

#### Historiographie
- André Corvisier, La bataille de Malplaquet. 1709. L'effondrement de la France évité, Paris, Economica, 1997, 170 p. (ISBN 2717833595), p. 142.
- Alexandre Dupilet, La régence absolue : Philippe d'Orléans et la polysynodie, 1715-1718 : suivi d'un dictionnaire de la polysynodie, Champ vallon, 2011 (ISBN 978-2-87673-547-7 et 2-87673-547-4, OCLC 777930059, lire en ligne).
- Eugène Haag et Emile Haag, La France protestante ou Vies des protestants français qui se sont fait un nom dans l'histoire ..., t. 7, Paris, Cherbuliez, 1857 (lire en ligne), p. 511-512.
- Léon Lecestre, Note liminaire aux Mémoires de Saint-Hilaire publiés, pour la Société de l'histoire de France, par Léon Lecestre..., t. I, Paris, Librairie Renouard, 1903 (lire en ligne).